# Cressa minuta
Cressa minuta is een vlokreeftensoort uit de familie van de Cressidae. De wetenschappelijke naam van de soort is voor het eerst geldig gepubliceerd in 1871 door Boeck.